# Distretto elettorale di Judea Lyaboloma
Il distretto elettorale di Judea Lyaboloma è un distretto elettorale della Namibia situato nella Regione dello Zambesi con 8 738 abitanti al censimento del 2023. Il capoluogo è l'insediamento di Sangwali.